# Бородовский, Василий Андреевич
Васи́лий Андре́евич Бородо́вский (20 февраля (4 марта) 1874, село Бережняны, Смоленская губерния — 28 января (10 февраля) 1914, Петербург) — русский учёный-радиохимик.

## Биография
Родился в семье священника 20 февраля (4 марта) 1874 года в селе Бережняны, Смоленская губерния, Российская империя.
Окончил Смоленскую духовную семинарию и в 1898 году поступил на химическое отделение физико-математического факультета Императорского Юрьевского университета. 
Во время учёбы на третьем курсе написал работу «Скорость кристаллизации в зависимости от температуры», которая была удостоена золотой медали. В 1902 году окончил университет со степенью кандидата химии. После этого был оставлен на два года для подготовки к профессорскому званию по представлению профессора Густава Таммана, через некоторое время вместе с ним отправился в научную командировку в Гёттингенский университет (Германия). 
В Германии он начал готовиться к экзамену и защите диссертации «Синтез сернистых соединений мышьяка, их кривые плавления и превращения». Вместе с этим Бородавский изучал историю народного образования в европейских странах, особое его внимание привлекли народные университеты, которые несли знания в широкие массы населения. В 1907 году вернулся в Россию, читал курс лекций по радиоактивности в Юрьевском университете, в том же году предложил организовать народный университет в Смоленске.
С 1908 по 1910 год работая в лабораториях Джозефа Томсона и Эрнеста Резерфорда. 
В 1911 году в Московском университете успешно защитил магистерскую диссертацию на тему «Поглощение β-лучей радия». В этой работе он показал, что поглощение β-лучей жидкостями и твёрдыми веществами является аддитивным свойством материи и что поглощение β-лучей единицей массы химического элемента прямо пропорционально корню кубическому из его атомной массы. Эта зависимость («закон Бородовского») позволяет, подобно закону Дюлонга и Пти, определять порядок величины атомной массы элементов. 
Преподавал приват-доцентом в Санкт-Петербургском университете. В 1912 году назначен заведующим химической лабораторией Главной палаты мер и весов. Здесь продолжил начатое в Юрьеве исследование радиоактивных остатков от извлечения урана из ферганской руды. В конце 1912 года Бородовский первый русский препарат радия. 
Умер от рака желудка 28 января (10 февраля) 1914 года в Санкт-Петербурге, похоронен на Волковском кладбище.